# کوسکوس خرسی سولاوسی
کوسکوس خرسی سولاوسی (نام علمی: Ailurops ursinus) گونه‌ای کوسکوس از سرده کوسکوس خرسی متعلق به تیره درخت‌نوردان کیسه‌دار است. این جانور بومی سولاوسی و جزایر اطراف اندونزی است. زیستگاه طبیعی کوسکوس خرسی سولاوسی جنگل‌های خشک گرمسیری و شبه‌گرمسیری است.
وضعیت بقای این جانور به دلیل شکار شدنش توسط انسان به عنوان طعمه در حالت «آسیب‌پذیر» طبقه‌بندی شده است.